# J. D. 사우더
존 데이비드 사우더(영어: John David Souther, 1945년 11월 2일~2024년 9월 17일)는 미국의 가수이자 작곡가다. 그는 린다 론스태트와 이글스가 녹음한 곡들을 쓰고 공동으로 작곡했다. 사우더는 특히 컨트리 록 분야에서 그의 작곡 능력으로 유명하다. 그는 〈Best of My Love〉, 〈Victim of Love〉, 〈Heartache Tonight〉, 그리고 〈New Kid in Town〉을 포함하여, 이글스의 가장 큰 히트곡들 중 일부를 공동 작곡했다. 이글스의 《Long Road Out of Eden》에 등장하는 〈How Long〉은 사우더가 작곡했으며 원래 1972년 첫 솔로 음반에 녹음했다. 사우더는 솔로 활동에서 두 개의 주요 히트곡을 녹음했으며 오랜 친구인 제임스 테일러와의 듀엣곡인 〈You're Only Lonely〉 (1979년)와 〈Her Town Too〉 (1981년)를 녹음했다.

## 사망
사우더는 2024년 9월 17일, 뉴멕시코주에 있는 자택에서 78세의 나이로 사망했다.

## 같이 보기
- 컨트리 록